# Compositie V (stilleven)
Compositie V (stilleven), ook Stilleven (Compositie V) genoemd, is een schilderij van de Nederlandse schilder Theo van Doesburg in de collectie Georges Jollès in Parijs.

## Het werk
Het werk is ongesigneerd en is een exacte kopie van een schilderij op eterniet, dat op een lijst van Van Doesburg voorkomt als ‘Compositie V 1917 (open stilleven met vlakke vorm)’ met daarachter de toevoeging 'gebroken'. Schilderen op eterniet was korte tijd populair onder moderne schilders als Bart van der Leck en Vilmos Huszár, maar men keerde al snel terug naar het vertrouwde schilderen op doek toen bleek hoe breekbaar dit materiaal was. Van Doesburg moet aan zijn oorspronkelijke Compositie V begonnen zijn na voltooiing van Compositie IV in juli 1916 en voor zijn overgang naar de nieuwe beelding begin 1917. Bovendien voerde Van Doesburg eind 1916-begin 1917 diverse experimenten uit om tot een steeds verdergaande mate van abstractie te komen, zoals te zien is in zijn Kaartspelers. Wanneer Van Doesburg Compositie V op doek schilderde is niet bekend.

## Herkomst
Van Doesburg liet het werk na aan zijn vrouw Nelly van Doesburg die het omstreeks 1947 verkocht aan The Pinacotheca Gallery van Rose Fried in New York. Fried verkocht het in 1949 aan Lydia en Harry Winston, die het op 16 mei 1990 bij Sotheby's in New York lieten veilen aan Barbara Mathes Gallery eveneens in New York. Hetzelfde jaar verkocht Barbara Mathes Gallery het aan de huidige eigenaar.

## Tentoonstellingen
Compositie V (stilleven) maakte deel uit van de volgende tentoonstellingen:
- Retrospektiv Theo van Doesburg, Landesmuseum, Weimar, 16 december 1923-23 januari 1924 (als Konstruiertes Stilleben).
- [Retrospektiv Theo van Doesburg] (?), Kestner Gesellschaft, Hannover, ?-15 april 1924.
- Theo van Doesburg, Stedelijk Museum, Amsterdam, 2-31 mei 1936, cat.nr. 33?, p. 102 (als Stilleven, 1916).
- Theo van Doesburg. Retrospective exhibition, Art of this Century Gallery, New York, 29 april-31 mei 1947, cat.nr. 16? (als Nature morte, 1916).
- Group show, The Pinacotheca, New York, 1949, cat.nr. 2.
- Mr. and Mrs. Harry Lewis Winston Collection, Museum of Cranbrook Academy of Art, Bloomfield Hills, 8-25 november 1951, cat.nr. 55, z.p. (als Still Life, 1916).
- 20th Century painting and sculpture from the collection of Mr. and Mrs. Harry L. Winston, University of Michigan Museum of Art, Ann Arbor, 30 oktober-27 november 1955, cat.nr. 14 (als Still Life, 1916).
- Collecting modern art. Paintings, sculpture and drawings from the collection of Mr. and Mrs. Harry Lewis Winston, The Detroit Institute of Arts, Detroit, 27 september-3 november 1957, The Virginia Museum of Art, Richmond (Virginia), 13 december 1957-5 januari 1958, The San Francisco Museum of Modern Art, San Francisco, 23 januari-13 maart 1958, The Milwaukee Art Institute, Milwaukee, 11 april-12 mei 1958, Walker Art Center, Minneapolis, 15 juni-3 augustus 1958, cat.nr. 31, p. 45 (als Still Life, 1916).
- Plus by minus. Today's half-century, Albright-Knox Gallery, Buffalo, 3 maart-14 april 1968, cat.nr. 30 (als Still Life, 1916).
- Futurism. A modern Focus. The Lydia and Harry Lewis Winston collection, The Solomon R. Guggenheim Museum, New York, september 1973-1974 (als Still Life, 1916).
- De Stijl, 1917-1931. Visions of Utopia, Walker Art Center, Minneapolis, 31 januari-28 maart 1982, The Hirshhorn Museum and Sculpture Garden, Smithsonian Institution, Washington, 20 april-27 juni 1982, cat.nr. 5 (als Still Life, 1916).
- De Stijl, 1917-1931, Stedelijk Museum, Amsterdam, 6 augustus 1982-?, Kröller-Müller Museum, Otterlo, ?-4 oktober 1982, cat.nr. 7 (als Stilleven, 1916 of 1917?).
- La beauté exacte. Art Pays-Bas XXe siècle. De Van Gogh à Mondrian, Musée d'Art Moderne de la Ville de Paris, Parijs, 25 maart-17 juli 1994, cat.nr. 1, p. 289 (als Nature morte, 1916).
- Van Doesburg and the International Avant-Garde, 4 februari-16 mei 2010, Tate Modern, Londen, ISBN 978-1-85437-872-9, zonder cat.nr., p. 247 (als Still Life (Composition), 1916-1917).